# Wombat cu nas păros nordic
Wombatul cu nasul păros (Lasiorhinus krefftii) este unul din cele trei specii de wombat. Acesta este unul dintre cele mai rare mamifere mari din lume și este pe cale de dispariție.
Aria sa istorică de extindere a fost în New South Wales, Victoria și Queensland, din câte se știe pentru ultimii 100 de ani, dar acum ea este limitată la un singur loc, o regiune de numai 32 km2 în Parcul Național Epping în Pădurea din Queensland. În 2003, populația totală a constat numai din 113 exemplare, inclusiv cele  30 de femele capabile de reproducere. La ultimul recensământ facut în 2010 a fost găsită numai o populație de 163 de indivizi, iar în ultimii ani pare să existe o tendință de creștere lentă, dar constantă.
Această specie intr-un pericol mare de dispariție.
De protecția lor se ocupă societăți precum Wombat Protection care se 
bazează pe donațiile voluntarilor pentru a exista.